# Anna Maria Brentel
Anna Maria Brentel (auch Brendlerin, Brentlerin, Brentlein, verheiratete Schwarz; * 14. Januar 1613 in Straßburg; † 1633 ebenda) war eine deutsche Miniaturmalerin, Zeichnerin und Radiererin.

## Leben
Anna Maria Brentel war eine Tochter des Miniaturmalers und Kupferstechers Friedrich Brentel und dessen Frau Anna geb. Brackenhoffer sowie die jüngere Schwester von Hans Friedrich Brentel. Sie lernte schon früh das Malerhandwerk von ihrem Vater und arbeitete in seiner Werkstatt mit. Am 2. August 1630 heiratete sie den Siegelschneider Johann Israel Schwarz, einen Sohn eines Augsburger Notars. Ihre Miniaturen befanden sich in den Sammlungen der beiden Straßburger Kunstkammern des 17. Jahrhunderts (fünf bei Elias Brackenhoffer und eine bei Balthasar Künast). Ihre Werke verbergen sich gewiss unter den zahlreichen nicht signierten Werken aus der Werkstatt ihres Vaters.
Die heute erhaltenen signierten Werke Anna Maria Brentels sind Kopien. Sie fügte sich gut dem Kopistenbetrieb ihres Vaters Anfang der 1630er Jahre ein. In der Auswahl der Motive und sogar in der Art und Weise der Signierung ist der Einfluss ihres Vaters unverkennbar.

## Werke (Auswahl)
- Historia vom verlohrenen Sohn (4 Radierungen nach Hans Bol, Straßburg)
- Heilige Maria Magdalena betend vor ihrer Höhle (Miniatur[3], Gouache auf Pergament, Privatbesitz)